# Нэчжа
Нэчжа́ или Ночжа́ (кит. трад. 哪吒, пиньинь Nézha, Nuózhà); также яп. Ната или Натаку; кор. 哪吒, 나타 Натха — происходящее из буддийской мифологии даосское божество защиты и бог-драконоборец, официально чтимый под титулами «Маршал Центрального алтаря» и «Третий принц лотоса».
По мнению некоторых современных исследователей, его фигура первоначально основана на индийской мифологии, в частности, на Налакуваре и детской ипостаси Кришны.

## Биография
Нэчжа родился во времена династии Шан. Его отцом был военачальник Ли Цзин, который впоследствии стал слугой небесного царя. Его мать, леди Инь, рожала три года и шесть месяцев и родила лотос. Ли Цзин подумал, что она родила демона и разбил лотос мечом. Лотос раскололся, и из него вышел мальчик. Мальчик мог ходить и говорить с рождения. Его принял в ученики бессмертный даос Тайцзу, назвав Нэчжа. У Нэчжа было два брата Цзиньчжа и Мучжа.

## Образ в литературе и мультипликации
В настоящее время главным источником истории о Нэчжа считается классический китайский роман XVI века «Возвышение в ранг духов» Сюй Чжунлиня, действие которого происходит во время падения династии Шан (около 1600-1050 гг. до н.э.) и возвышения династии Чжоу (XI в. — 221 гг. до н.э.). 
Мультфильм «Нэчжа покоряет морского дракона» 1979 года стал первым полнометражным китайским анимационным фильмом после «Культурной революции». В мультфильме «Нэчжа» 2019 года, в отличие от мультфильма 1979 года, Нэчжа — вовсе не отважный герой и воплощение доброты с рождения, он зол и не уверен в себе, и лишь благодаря любви и дружбе ему удается стать тем, кем он стал. Сиквел мультфильма 2019 года «Нэчжа побеждает Царя драконов», выпущенный в 2025 году, стал самым кассовым фильмом, не относящимся к Голливуду, за всю историю кинематографа.